# Anastassija Nowikawa
Anastassija Aljaksandrauna Nowikawa (belarussisch Анастасія Аляксандраўна Новікава, * 16. November 1981 in Schodsina) ist eine belarussische Gewichtheberin, die in ihrer Karriere wiederholt Dopingmittel einsetzte.

## Karriere
Nach einer ersten mehrjährigen Dopingsperre gewann sie eine Silbermedaille bei der Weltmeisterschaft 2007 in der Gewichtsklasse bis 53 kg mit 213 kg. Auch 2009 und 2010 wurde sie in der Gewichtsklasse bis 58 kg mit 225 kg Zweite. Bei den Weltmeisterschaften 2011 gewann sie die Goldmedaille.
2009 wurde sie Europameisterin in der Kategorie bis 58 kg mit einer Leistung von 216 kg im Zweikampf und Vizeweltmeisterin in der 58-kg-Klasse mit 225 kg (100 kg + 125 kg) in der Zweikampfwertung und in beiden Einzeldisziplinen. Die deutliche Steigerung auf 238 kg (=  105 kg + 133 kg) brachte ihr auch 2010 den Europameistertitel mit 31 kg Vorsprung vor der Albanierin Romela Begaj sowie die Einzeltitel im Reißen und Stoßen ein.

## Doping
Von 2005 bis 2007 war Nowikawa wegen eines Dopingverstoßes gesperrt. Im Sommer 2016 wurde erneut eine Sperre ausgesprochen, da sie sich bei den Olympischen Sommerspielen 2008 in Peking einen dritten Platz mit Hilfe der Dopingmittel Dehydrochlormethyltestosteron und Stanozolol erschlichen hatte. Ihre Leistungen bei den Spielen wurden annulliert und die Medaille aberkannt.